# فوجي للصناعات الثقيلة

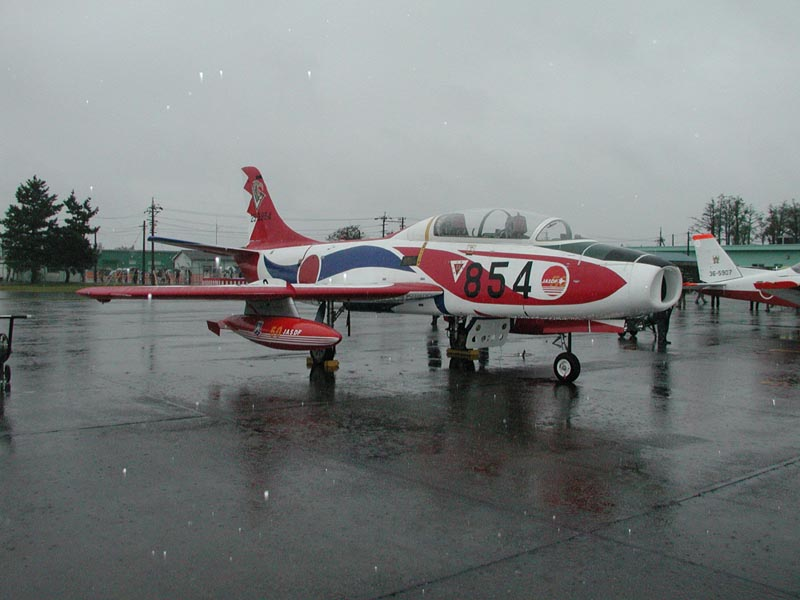
طراز T-1B

فوجي للصناعات الثقيلة المحدودة (باليابانية: 富士重工業株式会社, Fuji Jūkōgyō Kabushiki-gaisha) هي شركة يابانية تعود أصولها لشركة ناكاجيما للطيران (أُسست عام 1917م) التي كانت رائدة صناعة الطائرات للجيش الياباني خلال الحرب العالمية الثانية. وبعد الحرب تم إحلال الشركة من قِبل الحكومة عام 1950م.
تم إنشاء الشركة عام 1953م باتحاد خمس شركات يابانية ليكوّنوا واحدة من أكبر شركات صناعة المواصلات باليابان. لديها الآن أكثر من 15000 عامل وتُدير 9 مصانع وتبيع في أكثر من 100 دولة حول العالم. تُصنع حالياً علامة السيارات سوبارو، ويصنع قسم الطيران بها قطع لشركة بوينغ وأيضاً مروحيات وطائرات نفاثة.